# محمد عمر داوودزی
محمد عمر داوودزی (زاده ۱۳۳۶ خورشیدی در ولسوالی قره باغ ولایت کابل) سیاستمدار افغانستانی و وزیر اسبق امور داخله افغانستان در دوره دوم ریاست جمهوری حامد کرزی است. وی سابقه فعالیت به عنوان سفیر افغانستان درکشورهای ایران و پاکستان را نیز در کارنامه دارد.

## زندگی نامه
محمد عمر داوود زی در سال ۱۳۳۶ در ولسوالی قره باغ ولایت کابل به دنیا آمد. وی توانست به دانشکده مهندسی دانشگاه کابل راه یابد و در سال ۱۳۵۸ با ورود نیروهای شوروی به صفوف مجاهدین پیوست. پس شروع جنگ‌های داخلی در افغانستان وی به انگلستان مهاجرت کرد و توانست در سال ۱۳۷۰ از دانشگاه ویکتوریا در شهر منچستر مدرک فوق لیسانس/ماستری خود را در رشته مدیریت برنامه‌های توسعه روستایی کسب کنند.

### فعالیت‌ها
- وزیر امور داخله افغانستان (۲۰۱۳-۲۰۱۴).
- سفیر افغانستان در پاکستان (۱۳۹۰-؟).
- رئیس دفتر حامد کرزی (۱۳۸۵).
- سفیر افغانستان در ایران (۱۳۸۴).
- رئیس دفتر حامد کرزی (۱۳۸۲).
- معاون دفتر برنامه توسعه سازمان ملل (UNDP) در اسلام‌آباد پاکستان (۱۳۷۵-۱۳۸۰).
- همکاری با یک کمیته سوئدی برای افغانستان (۱۳۷۲-۱۳۷۵).